# Josefa Ugarte y Marraco
Josefa Ugarte y Marraco (fl. 1868) fue una pintora española del siglo XIX.

## Biografía
Natural de Madrid, esta mujer, pintora de afición, se trasladó con pocos años a Zaragoza, de donde era su familia, y manifestó allí buenas condiciones para el estudio de las bellas artes de la mano de Paulino Savirón Esteban. Ejecutó al óleo diferentes copias de diversos autores; entre ellas, Ossorio y Bernard destaca la de La Virgen con el Niño, de un cuadro original de Andrea del Sarto, que presentó en la exposición celebrada en Aragón en 1868.